# Parcelacja majątków ziemskich w II Rzeczypospolitej
Parcelacja majątków ziemskich w II Rzeczypospolitej – odbywający się w czasach II Rzeczypospolitej podział większej własności rolnej na mniejsze działki, które przeznaczane były na cele związane z reformą rolną i osadnictwem.

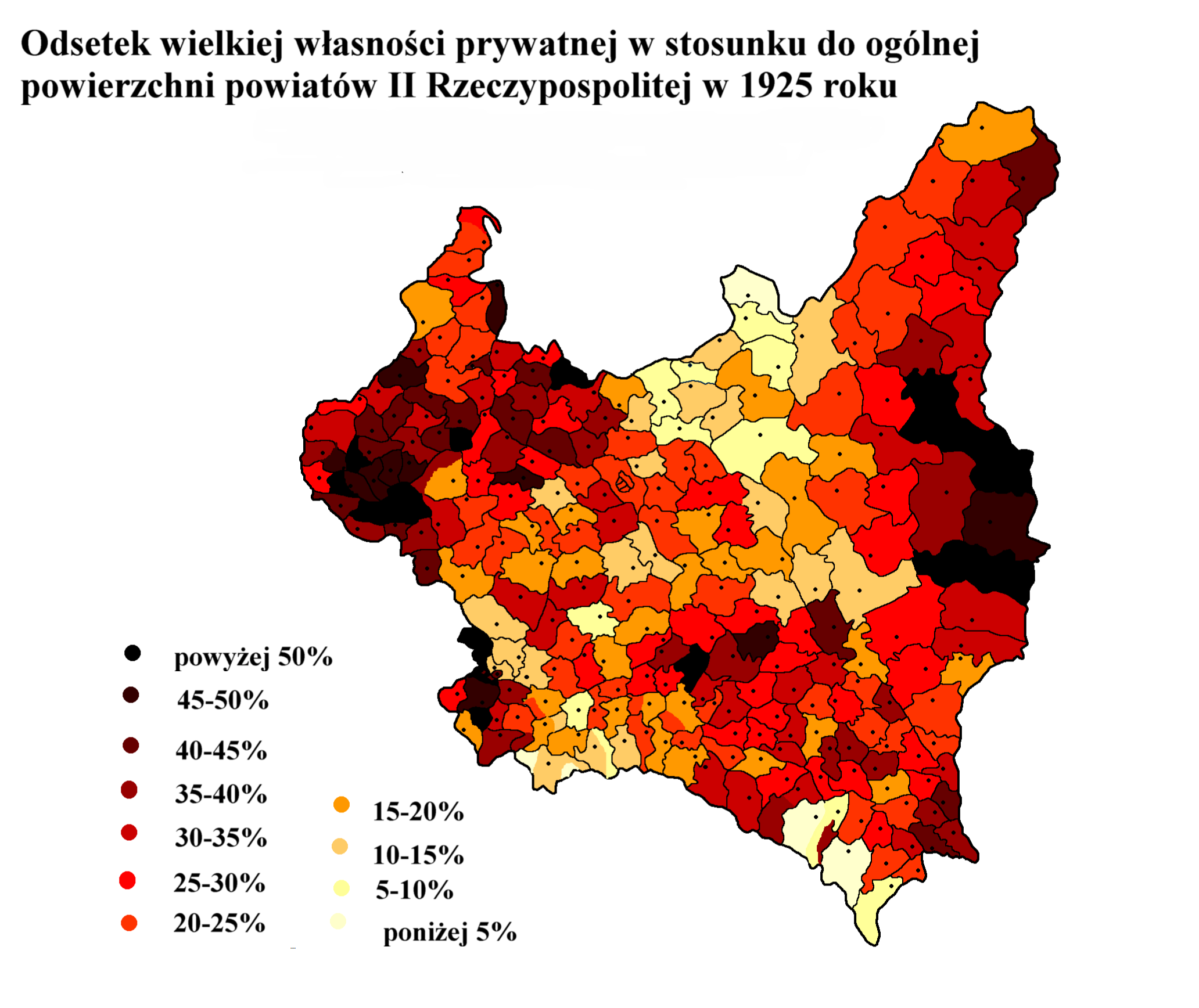
Udział procentowy wielkiej własności prywatnej w ogólnej powierzchni powiatów II Rzeczypospolitej w 1925 roku

## Dekret o parcelacji majątków ziemskich
Dekretem Naczelnika Państwa z 1919 r. upoważniony został Minister Rolnictwa i Dóbr Państwowych do podjęcia parcelacji majątków, w tym:
- zorganizowanie i podjęcie parcelacji majątków b. rosyjskiego Banku Włościańskiego;
- powołanie do życia, w celu popierania parcelacji, kolonizacji wewnętrznej oraz melioracji – Polskiego Państwowego Banku Rolnego;
- wydzierżawienie dóbr skarbowych i donacyjnych, które na ten cel przeznaczy Minister;
- wydzierżawienie bezrolnym i małorolnym w drobnych parcelach zapewniających rodzinie rolnika dostateczne utrzymanie.

## Zakres przymusowego wykupu majątków ziemskich
W świetle ustawy z 1920 r. o wykonaniu reformy rolnej przymusowemu wykupowi podlegały:
- nadwyżki gruntu ponad 60 ha obszaru w majątkach położonych w okręgach przemysłowych i podmiejskich;
- nadwyżki ponad 400 ha ogólnego obszaru w majątkach położonych na terenie b. zaboru pruskiego;
- nadwyżki ponad 180 ha ogólnego obszaru w majątkach położonych na pozostałym obszarze Rzeczypospolitej Polskiej.

## Parcelacja majątków ziemskich według ustawy z 1920 r. o wykonaniu reformy rolnej
W świetle ustawy z 1920 r. o wykonaniu reformy rolnej za przygotowanie planu parcelacyjnego odpowiedzialne były Okręgowe Urzędy Ziemskie. Wyłączone z parcelacji były:
- zabytki historyczne i architektoniczne;
- pomniki przyrody;
- tereny zawierające bogactwa mineralne;
- grunty niezbędne do przeprowadzenia komasacji i regulacji serwitutów;
- zachowanie cennych budowli i urządzeń;
- podział zabudowań folwarcznych;
- przeprowadzenie dróg dojazdowych i polnych;
- podziału i regulacji wspólnot;
- projekt zabudowy nowej osady;
- zaopatrzenie wsi w wodę.

Większe budynki powinny być przeznaczone na szkoły rolnicze, stacje doświadczalne, gospodarstwa wzorcowe, stadniny państwowe, gospodarstwa do produkcji warzywno-ogrodniczej.

### Plan parcelacyjny
Plan parcelacyjny obejmował podział gruntów na mniejsze jednostki gospodarskie według typów i wielkości, tak aby mogły stać się podstawą dla silnych i zdolnych do intensywnej wytwórczości gospodarstw włościańskich. Tworzone gospodarstwa rolne musiały być oparte na zasadzie prywatnej własności lub na cele związane z powiększaniem i usamodzielnianiem istniejących karłowatych gospodarstw.
Obszar nowo tworzonych i samodzielnych gospodarstw rolnych wynosił:
- gospodarstwa karłowate nie mogły przekraczać obszar 15 ha;
- gospodarstwa małorolne nie mogły przekraczać obszaru 23 ha;
- gospodarstwa na ziemiach wschodnich i oraz na kresach zachodnich RP nie mogły być większe niż 45 ha.

### Pierwszeństwo w nabyciu działek gruntów
Pierwszeństwo w nabyciu działek gruntów przysługiwało:
- inwalidom armii polskiej i innym inwalidom wojskowym zdolnym do pracy na roli;
- żołnierzom armii polskiej, zwłaszcza tym, którzy dłuższy czas służyli w formacjach frontowych lub dobrowolnie do wojska polskiego wstąpili;
- pracownikom rolnym – służbie rolnej, pozbawionych pracy przez parcelację;
- innym robotnikom rolnym i małorolnym właścicielom karłowatych gospodarstwa.

### Fundusz na wykonanie reformy rolnej
Państwo stworzyło fundusz, którym dysponował Główny Urząd Ziemski. Z fundusze tego państwo udzielało taniego i długoterminowego kredytu na zagospodarowanie nabytych gospodarstw. Podstawę funduszu stanowiła odpowiednia część różnicy między ceną wykupu majątków ziemskich a ceną sprzedaży gruntów nowym nabywcom.

## Parcelacja majątków ziemskich według ustawy z 1925 r. o wykonaniu reformy rolnej
Parcelację w myśl ustawy z 1925 r. o wykonaniu reformy rolnej przeprowadzał Minister Reform Rolnych. Przy parcelacji uwzględniano następujące potrzeby:
- sprostowanie granic, zapewnienie dogodnych dojazdów i zniesienie tzw. enklaw i szachownic gruntów;
- zachowanie specjalnych kultur i właściwe użytkowanie zabudowań, względnie podział zabudowań folwarcznych;
- wydzielenie gruntów na cele państwowe, komunalne, społeczne, kulturalne i naukowe;
- podział gruntów na rolnicze kolonie dodatkowe i samodzielne oraz na parcele rzemieślnicze, ogrodniczo-warzywne, robotnicze, urzędnicze;
- rozmieszczenie nowo powstałych siedlisk w ten sposób, aby zapewniało zaopatrzenie ich w wodę, zapobiegło zbytniej odległości od osiedli, dróg komunikacyjnych i dojazdowych.

### Obszar nowo tworzonych gospodarstw rolnych
Obszar nowo tworzonych gospodarstw rolnych był uzależniony od miejscowych warunków gospodarczych, w tym aby jednostki były żywotne, samodzielne i zdolne do wydatnej wytwórczości. Obszar ten nie powinien przekraczać:
- 20 ha w centralnej Polsce;
- 35 ha na kresach wschodnich i terenach byłego zaboru pruskiego;
- 5 ha dla produkcji ogrodniczo-warzywnej;
- 2 ha na parcelę rzemieślniczą-wiejską;
- 1 ha na parcelę robotniczą, urzędniczą przy miastach i ośrodkach przemysłowych.

## Rozmiar parcelacji majątków ziemskich
Według danych rocznika statystycznego GUS rozmiar parcelacji majątków ziemskich przedstawiał się następująco:
| Rok  | Utworzone kolonie i parcele (w tys.) | Powierzchnia rozparcelowana (w tys. ha) | Powierzchnia otrzymana za zniesienie służebności (w tys. ha) | Podział wspólnot gruntowych (w tys. ha) |
| ---- | ------------------------------------ | --------------------------------------- | ------------------------------------------------------------ | --------------------------------------- |
| 1919 | 2,1                                  | 11,8                                    | 0,3                                                          | 0,2                                     |
| 1920 | 11,5                                 | 54,3                                    | 0,3                                                          | 0,4                                     |
| 1921 | 29,7                                 | 180,4                                   | 4,8                                                          | 0,3                                     |
| 1922 | 41,2                                 | 254,2                                   | 5,2                                                          | 0,2                                     |
| 1923 | 43,5                                 | 201,7                                   | 5,5                                                          | 1,1                                     |
| 1924 | 30,0                                 | 118,3                                   | 9,9                                                          | 1,7                                     |
| 1925 | 28,6                                 | 128,3                                   | 16,8                                                         | 1,3                                     |
| 1926 | 59,4                                 | 209,8                                   | 50,8                                                         | 3,9                                     |
| 1927 | 67,0                                 | 245,1                                   | 85,8                                                         | 4,2                                     |
| 1928 | 72,8                                 | 227,6                                   | 100,6                                                        | 1,3                                     |
| 1929 | 55,9                                 | 164,5                                   | 94,4                                                         | 3,1                                     |
| 1930 | 49,4                                 | 130,8                                   | 76,0                                                         | 3,1                                     |
| 1931 | 36,4                                 | 105,3                                   | 45,8                                                         | 3,5                                     |
| 1932 | 30,8                                 | 74,1                                    | 38,4                                                         | 2,7                                     |
| 1933 | 28,7                                 | 83,5                                    | 16,9                                                         | 5,2                                     |
| 1934 | 18,7                                 | 56,5                                    | 10,6                                                         | 3,3                                     |
| 1935 | 24,5                                 | 79,8                                    | 10,5                                                         | 4,5                                     |
| 1936 | 28,5                                 | 96,5                                    | 11,6                                                         | 5,3                                     |
| 1937 | 37,3                                 | 113,1                                   | 4,7                                                          | 6,4                                     |
| 1938 | 37,7                                 | 119,2                                   | 6,4                                                          | 1,6                                     |